# Кавая
Кавая (алб. Kavaja, Kavajë) — місто та муніципалітет в Центральній Албанії за 20 км на південь від Дурреса. Населення — 36 000 (2007 рік). 

## Географія
Кавая розташоване у восьми кілометрах від узбережжя Адріатичного моря. На східній околиці міста починаються пагорби, що тягнуться до самої Тирани. На заході теж проходить невелика гряда пагорбів, що відокремлює місто від моря. Між цими пагорбами лежить рівнина від бухти Дурреса до річки Шкумбіні.

## Історія
Кавая вперше згадується в історичних документах XV століття. Тоді містечко називалося Kavalje. Через нього проходила давньоримська Егнатієва дорога, яка з'єднувала Диррахій (сучасний Дуррес) і Аполлонію. У XVII-XVIII століттях Кавая пережила період економічного розквіту, ставши адміністративним центром і ринковим містом вдвічі більше Дурреса. Історичні будівлі Середньовіччя, а також чотири мечеті були зруйновані в XX столітті, збереглася тільки годинна вежа. Кавая славилася своїм гончарним виробництвом і килимами.
За часів соціалізму Кавая була промисловим та сільськогосподарським центром регіону.

## Транспорт
Кавая — транспортний центр на шляху з Тирани в Дуррес і з порту Дурреса до Македонії. З 2000 року міжміський рух здійснюється по об'їзній дорозі. Саме місто розташоване вздовж автостради у напрямку з північного заходу на південний схід. Місто має залізничне сполучення.

## Спорт
Місцевий футбольний клуб «Беса» виступає в Першому дивізіоні Албанії.

## Знамениті земляки та жителі міста
- Паріт Джихані — албанський футболіст
- Алтін Лала — албанський футболіст
- Александр Моїссі — німецький і австрійський актор
- Сокол Чикаллеші — албанський футболіст